# Беррер, Михаэль
Михаэ́ль Бе́ррер (нем. Michael Berrer; родился 1 июля 1980 года в Штутгарте, ФРГ) — немецкий теннисист. Победитель одного турнира ATP в парном разряде.

## Общая информация
Михаэль — один из двух детей Барбары и Манфреда Берреров; его старшую сестру зовут Кристина.
Беррер-младший в теннисе с семи лет, любимое покрытие — хард.

## Спортивная карьера

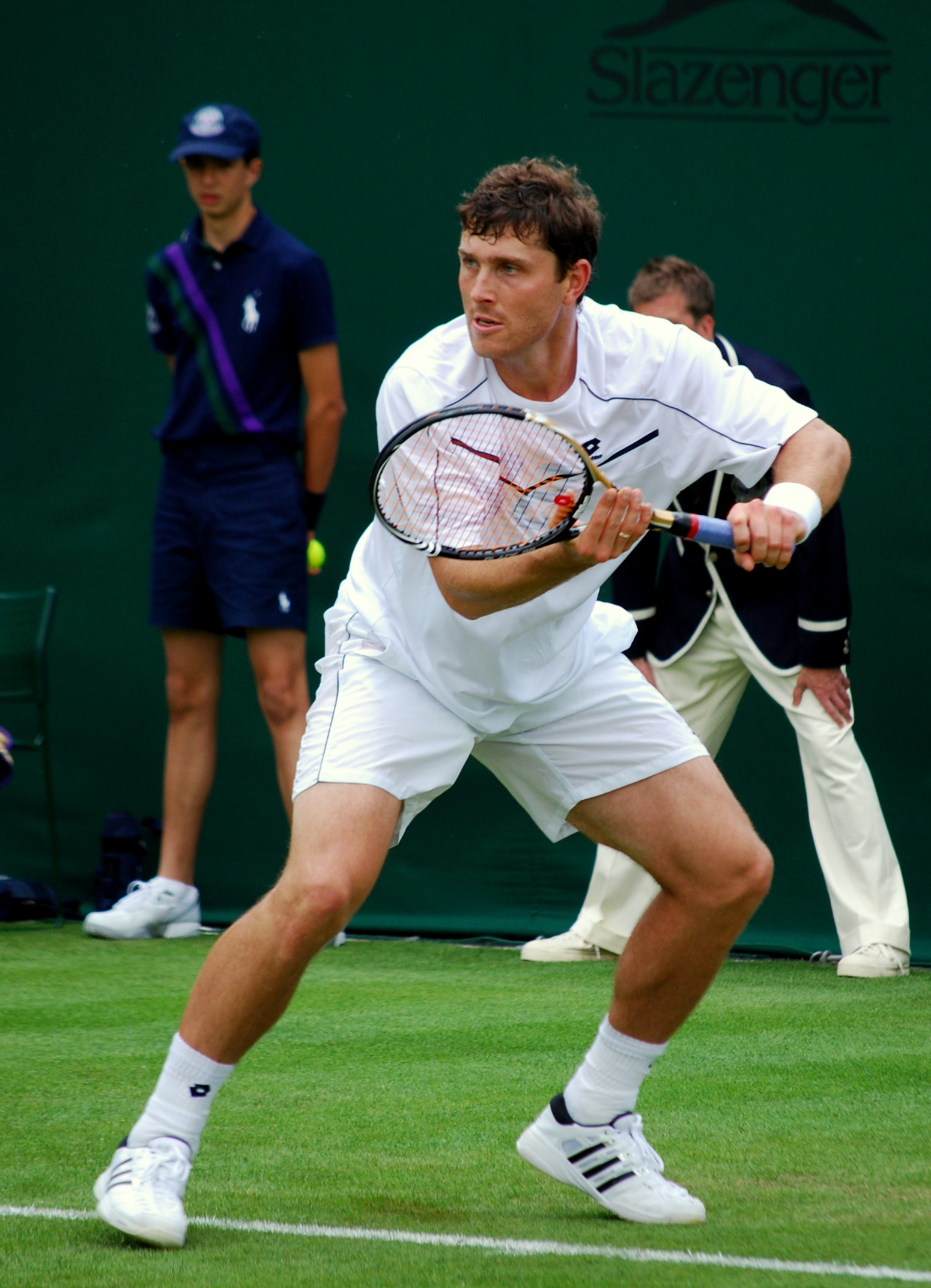
На Уимблдонском турнире 2011 года

Старт карьеры Михаэля прошёл по несколько отличному от большинства его сверстников того времени сценарию: он почти не играл юниорские турниры, сразу переключившись с клубных матчей на игры в младших сериях профессионального тура. Первые матчи на подобном уровне прошли в 1997 году.
Оттачивание различных элементов игры и набор опыта в матчах с разнообразными соперниками позволили немцу постепенно прогрессировать и в 2002 году он выиграл свой первый профессиональный одиночный титул — на турнире серии «сателлит» в Оберхахинге. Выход на следующий уровень спортивного мастерства — регулярные играх на турнирах серии «челленджер» и подъём в топ-200 одиночной классификации — занимают у Беррера ещё пару лет. В мае 2004 года Михаэль впервые сыграл в финале турниров подобного уровня (на грунтовом турнире в Нью-Йорке он дошёл до финала парного турнира, выступая в паре с китайцем Джимми Ваном). Вскоре после этого немец принял участие в отборочном соревновании на турнирах Большого шлема, но на Открытый чемпионат Франции не попал. В июне того же года он впервые через квалификацию смог попасть в основную сетку соревнований ATP-тура, сыграв на турнире в Халле.
Первого одиночного финала на челленджерах пришлось ждать ещё больше года — лишь в августе 2005 года Беррер переломил серию из поражений в полуфиналах, победив на хардовом соревновании в Сеговии. Долгожданный финал позволил Михаэлю впервые войти и закрепиться в числе двухсот сильнейших игроков одиночной классификации. В ноябре он победил ещё на одном челленджере в Германии. Выходы в финальные стадии соревнований этой серии становятся всё более регулярными, что позволяет иногда попадать в основные сетки турниров основной серии, а в 2006 году, после нескольких поражений в финалах квалификаций, наконец и сыграть в основной сетке турнира Большого шлема — на Уимблдоне. Осенью этого же года Беррер поймал свой шанс для первого крупного успеха и на турнирах основной серии: в Пекине немец в альянсе с Кеннетом Карлсеном добрался до финала парного турнира, где они уступили Марио Анчичу и Махешу Бхупати. В концовке сезона Беррер выиграл одиночный челленджер в Хельсинки.
В январе 2007 года Беррер выиграл челленджер в Германии. В том году Беррер впервые вошёл в топ-100 по итогам сезона, впервые поднявшись туда в июне после выхода в четвертьфинал на турнире в Хертогенбосе. Он выиграл несколько матчей на турнирах Большого шлема, пройдя во второй раунд на Уимблдоне и Открытом чемпионате США. Осенью был близок к своему первому одиночному финалу на турнирах основной серии: в Москве Михаэль переиграл второго сеянного соревнования — Михаила Южного, но уступил в полуфинале Полю-Анри Матьё. В 2008 году Беррер единственный раз был заигран Михаэль за национальную команду в Кубке Дэвиса, тогдашний капитан немцев Патрик Кюнен попробовал Беррера в двух матчевых встречах против Южной Кореи и Испании. Михаэль сыграл два ничего не решавших одиночных матча и оба проиграл. Ещё пару раз в 2008 году Беррер сыграл в финалах соревнований основного тура ATP в паре, в том числе в мае в Мюнхене, где вместе с Райнером Шуттлером ему удалось выиграть свой первый профессиональный титул в этом разряде, переиграв в решающем матче Скотта Липски и Дэвида Мартина. В июле на турнире в Штутгарте Беррер вышел в четвертьфинал, а также в финал в парном разряде в команде с Мишей Зверевым.
Локальные успехи в паре совпали с небольшим игровым кризисом в одиночном разряде, стоившим на рубеже 2008 и 2009 годов Берреру вылета из первой сотни классификации, но вскоре он вновь вернулся в неё. В 2009 году он дважды пробирался через квалификацию на Большие шлемы, а на Открытом чемпионате Австралии вышел во второй раунд. За сезон он победил на трёх «челленджерах». 2010 год Беррер начал с выхода в четвертьфинал турнира в Ченнае, второго раунда на Открытом чемпионате Австралии и титул на «челленджере» в Германии. В феврале 2010 года он впервые сыграл в финале одиночного соревнования в рамках основного тура: в Загребе немец переиграл двух сеянных — Янко Типсаревича и Виктора Троицки, а в финале уступил третьему — Марину Чиличу. Дальнейшая серия стабильных результатов привела к достижению нового карьерного пика рейтинга — в мае Беррер поднялся на 42-ю строчку. В октябре он сыграл в полуфинале турнира в Вене. Однако большего ему сделать не удалось: переход на более статусные соревнования дался ему с некоторым трудом, а через год результаты и пошли вниз — сначала из-за небольшого игрового кризиса, а затем появились небольшие проблемы со здоровьем. В итоге, даже повторно сыграв в финале хорватского турнира (на этот раз проиграв Ивану Додигу), немец с трудом удержался в первой сотне. В мае на Ролан Гаррос ему удалось единственный раз в карьере выйти в третий раунд на Больших шлемах.
В 2012 году игровой кризис продолжился и для Михаэля стало большой проблемой пройти квалификацию на турнире Большого шлема. В феврале он смог пройти в полуфинал турнира в Загребе. На Ролан Гаррос он смог единственный раз в сезоне выйти в основную сетку Большого шлема и сыграть во втором раунде. В январе 2013 года Беррер выиграл «челленджер» в Германии. В июле на домашнем турнире в Штутгарте вышел в четвертьфинал, но получил травму и выбыл из игры на несколько месяцев. Осенью он отметился победой на «челленджере» во Франции. В 2014 году на Открытом чемпионате Австралии удалось пройти квалификацию и выйти во второй раунд. В начале 2015 года он одержал самую статусную победу в матче за карьеру. Пройдя через квалификацию на турнир в Дохе, Беррер в первом раунде сразился с третьей ракеткой мира Рафаэлем Надалем и смог обыграть именитого испанца со счётом 1-6, 6-3, 6-4. Однако после этой громкой победы во втором раунде уступил Ивану Додигу. В марте он смог, начав с квалификации, выйти в третий раунд Мастерса в Индиан-Уэлсе. В июле Беррер смог выйти в полуфинал турнира в Боготе. В 2016 году Беррер смог выйти в четвертьфинал зального турнира в Монпелье и выиграть «челленджер» в Мексике. В октябре 2016 года в возрасте 36 лет завершил игровую карьеру.

## Рейтинг на конец года
| Год  | Одиночный рейтинг | Парный рейтинг |
| 2016 | 182               | 849            |
| 2015 | 115               |                |
| 2014 | 128               | 504            |
| 2013 | 143               | 430            |
| 2012 | 138               | 966            |
| 2011 | 100               | 407            |
| 2010 | 58                | 301            |
| 2009 | 74                | 459            |
| 2008 | 131               | 144            |
| 2007 | 57                | 228            |
| 2006 | 152               | 397            |
| 2005 | 126               | 558            |
| 2004 | 235               | 295            |
| 2003 | 326               | 534            |
| 2002 | 352               | 1 049          |
| 2001 | 504               | 911            |
| 2000 | 631               | 1 086          |
| 1999 | 637               | 770            |
| 1998 | 874               | 1 114          |
| 1997 |                   | 856            |

По данным официального сайта ATP на последнюю неделю года.

## Выступления на турнирах

### Финалы турниров ATP в одиночном разряде (2)

#### Поражения (2)
| Титулы                                      |
| ------------------------------------------- |
| Большой шлем (0)*                           |
| Итоговый турнир ATP (0)                     |
| Мастерс (0)                                 |
| ATP Gold International series / ATP 500 (0) |
| АТР International series / АТР 250 (0+1)    |

| Титулы по покрытиям | Титулы по месту проведения матчей турнира |
| ------------------- | ----------------------------------------- |
| Хард (0)*           | Зал (0)                                   |
| Грунт (0+1)         | Зал (0)                                   |
| Трава (0)           | Открытый воздух (0+1)                     |
| Ковёр (0)           | Открытый воздух (0+1)                     |

* количество побед в одиночном разряде + количество побед в парном разряде.
| №  | Дата           | Турнир               | Покрытие   | Соперник в финале | Счёт           |
| 1. | 7 февраля 2010 | Загреб, Хорватия     | Хард (зал) | Марин Чилич       | 4-6 7-6(5) 3-6 |
| 2. | 6 февраля 2011 | Загреб, Хорватия (2) | Хард (зал) | Иван Додиг        | 3-6 4-6        |

### Финалы челленджеров и фьючерсов в одиночном разряде (22)

#### Победы (13)
| Титулы            |
| Челленджеры (11)* |
| Фьючерсы (2)      |

| Титулы по покрытиям | Титулы по месту проведения матчей турнира |
| ------------------- | ----------------------------------------- |
| Хард (12)*          | Зал (10)                                  |
| Грунт (0)           | Зал (10)                                  |
| Трава (0)           | Открытый воздух (3)                       |
| Ковёр (1)           | Открытый воздух (3)                       |

* количество побед в одиночном разряде.
| №   | Дата            | Турнир                       | Покрытие    | Соперник в финале   | Счёт              |
| 1.  | 27 января 2002  | Оберхахинг, Германия         | Хард (зал)  | Никлас Тимфьорд     | 5-7 7-6(2) 6-2    |
| 2.  | 6 апреля 2003   | Доха, Катар                  | Хард        | Иво Клец            | 6-3 6-3           |
| 3.  | 7 августа 2005  | Сеговия, Испания             | Хард        | Джимми Ван          | 7-5 6-7(6) 6-1    |
| 4.  | 13 ноября 2005  | Эккенталь, Германия          | Ковёр (зал) | Стив Дарси          | 6-3 4-6 6-4       |
| 5.  | 19 ноября 2006  | Хельсинки, Финляндия         | Хард (зал)  | Томаш Зиб           | 6-2 3-6 6-3       |
| 6.  | 28 января 2007  | Хайльбронн, Германия         | Хард (зал)  | Микаэль Льодра      | 6-5 — отказ       |
| 7.  | 8 февраля 2009  | Вроцлав, Польша              | Хард (зал)  | Александр Кудрявцев | 6-3 6-4           |
| 8.  | 22 ноября 2009  | Братислава, Словакия         | Хард (зал)  | Доминик Хрбаты      | 6-7(6) 6-4 7-6(3) |
| 9.  | 6 декабря 2009  | Зальцбург, Австрия           | Хард (зал)  | Яркко Ниеминен      | 6-7(4) 6-4 6-4    |
| 10. | 31 января 2010  | Хайльбронн, Германия         | Хард (зал)  | Андрей Голубев      | 6-3 7-6(4)        |
| 11. | 27 января 2013  | Хайльбронн, Германия         | Хард (зал)  | Ян-Леннард Штруфф   | 7-5 6-3           |
| 12. | 20 октября 2013 | Муийрон-ле-Каптиф, Франция   | Хард (зал)  | Николя Маю          | 1-6 6-4 6-3       |
| 13. | 3 апреля 2016   | Леон-де-лос-Альдама, Мексика | Хард        | Жуан Соуза          | 6-3 6-2           |

#### Поражения (9)
| №  | Дата             | Турнир                | Покрытие   | Соперник в финале  | Счёт            |
| 1. | 20 января 2002   | Оберхахинг, Германия  | Хард (зал) | Никлас Тимфьорд    | 3-6 6-7(6)      |
| 2. | 3 февраля 2002   | Оберхахинг, Германия  | Хард (зал) | Филипп Кольшрайбер | 3-6 0-3 — отказ |
| 3. | 12 октября 2003  | Саргемин, Франция     | Хард (зал) | Гари Люгасси       | 7-6(16) 1-6 1-6 |
| 4. | 11 сентября 2005 | Стамбул, Турция       | Хард       | Джимми Ван         | 6-4 4-6 3-6     |
| 5. | 4 июня 2006      | Эттлинген, Германия   | Грунт      | Симон Гройль       | 4-6 3-6         |
| 6. | 15 апреля 2007   | Кьяссо, Швейцария     | Грунт      | Вернер Эшауэр      | 3-6 2-6         |
| 7. | 16 марта 2014    | Казань, Россия        | Хард (зал) | Марсель Ильхан     | 6-7(6) 3-6      |
| 8. | 27 июля 2014     | Оберштауфен, Германия | Грунт      | Симоне Болелли     | 4-6 6-7(2)      |
| 9. | 29 ноября 2015   | Андрия, Италия        | Хард (зал) | Иван Додиг         | 2-6 1-6         |

### Финалы турниров ATP в парном разряде (3)

#### Победа (1)
| №  | Дата       | Турнир           | Покрытие | Партнёр        | Соперники в финале        | Счёт           |
| 1. | 4 мая 2008 | Мюнхен, Германия | Грунт    | Райнер Шуттлер | Скотт Липски Дэвид Мартин | 7-5 3-6 [10-8] |

#### Поражения (2)
| №  | Дата             | Турнир             | Покрытие | Партнёр        | Соперники в финале               | Счёт    |
| 1. | 17 сентября 2006 | Пекин, Китай       | Хард     | Кеннет Карлсен | Марио Анчич Махеш Бхупати        | 4-6 3-6 |
| 2. | 13 июля 2008     | Штутгарт, Германия | Грунт    | Миша Зверев    | Кристофер Кас Филипп Кольшрайбер | 3-6 4-6 |

### Финалы челленджеров и фьючерсов в одиночном разряде (6)

#### Поражения (6)
| №  | Дата             | Турнир                | Покрытие    | Партнёр           | Соперники в финале               | Счёт              |
| 1. | 31 августа 1997  | Умаг, Хорватия        | Грунт       | Якуб Херм-Заглава | Борут Урх Радек Штепанек         | 3-6 3-6           |
| 2. | 21 сентября 2003 | Мюлуз, Франция        | Хард (зал)  | Роман Валент      | Гари Люгасси Жан-Мишель Пикери   | 0-6 2-6           |
| 3. | 15 мая 2004      | Форест-Хилс, США      | Грунт (зал) | Джимми Ван        | Джейсон Маршалл Бруно Соарес     | 6-7(5) 3-6        |
| 4. | 3 октября 2004   | Гренобль, Франция     | Хард (зал)  | Рэзван Сабау      | Урос Вико Ловро Зовко            | 2-6 4-6           |
| 5. | 3 июня 2007      | Карлсруэ, Германия    | Грунт       | Фредерику Жиль    | Миша Зверев Алекс Кузнецов       | 4-6 7-6(6) [4-10] |
| 6. | 12 июля 2009     | Оберштауфен, Германия | Грунт       | Филипп Освальд    | Дитер Киндлман Марсель Циммерман | 4-6 6-2 [4-10]    |